# 大明路駅
大明路駅（だいみんろえき）は、中華人民共和国江蘇省南京市秦淮区卡子門大街與と大明路の交差点にある、南京地下鉄の駅である。3号線と16号線(計画中)が乗り入れ、両路線の接続駅となっている。

## 歴史
- 2015年4月1日3号線の駅として開業。

## 駅構造
地下2層構造の駅で、B1階はコンコース，B2階にホームがある。

### のりば
| 番線 | 路線             | 方面                                        | 行先              |
| ---- | ---------------- | ------------------------------------------- | ----------------- |
|      | 南京地下鉄3号線  | 浮橋・小市・上元門・柳洲東路 方面           | 林場 行き         |
|      | 南京地下鉄3号線  | 明発広場・南京南駅・誠信大道・秣周東路 方面 | 秣陵 行き         |
|      | 南京地下鉄16号線 |                                             | 機場跑道旧址 行き |

## 隣の駅
南京地下鉄
■3号線
卡子門駅 - 大明路駅 - 明発広場駅